# Ronald Voullié
Ronald Voullié (geboren 18. Mai 1952 in Bremen; gestorben 29. September 2020 auf der Rückreise von Venedig nach Hannover) war ein deutscher Übersetzer.
Seit 1973 lebte er in Hannover. Dort studierte er Germanistik, Romanistik und Soziologie. Seit 1979 wirkte er als Übersetzer postmoderner Philosophen wie Jean Baudrillard, Gilles Deleuze, Félix Guattari, François Jullien, Pierre Klossowski, Jean-François Lyotard oder Paul Virilio, insbesondere für den Merve Verlag. In den letzten Jahren kamen auch Übersetzungen von Kriminalromanen hinzu, u. a. von Didier Daeninckx und Jean-Claude Izzo. Sein Werkverzeichnis umfasst fast 200 Übersetzungen, nicht nur aus dem Französischen, sondern auch aus dem Englischen.